# Hongkong i olympiska sommarspelen 1964
Hongkong deltog med 39 deltagare vid de olympiska sommarspelen 1964 i Tokyo. Ingen av landets deltagare erövrade någon medalj.